# Богота (Тексас)
Богота (енгл. Bogata) град је у америчкој савезној држави Тексас. По попису становништва из 2010. у њему је живело 1.153 становника.

## Демографија
Према попису становништва из 2010. у граду је живело 1.153 становника, што је 243 (17,4%) становника мање него 2000. године.
| Група             | 2000.         | 2010.         |
| Белци             | 1.286 (92,1%) | 1.057 (91,7%) |
| Афроамериканци    | 42 (3,0%)     | 15 (1,3%)     |
| Азијати           | 0 (0,0%)      | 1 (0,1%)      |
| Хиспаноамериканци | 46 (3,3%)     | 53 (4,6%)     |
| Укупно            | 1.396         | 1.153         |